# Klaus Dierßen (Fotograf)
Klaus Dierßen (* 1949 in Hildesheim) ist ein deutscher Künstler, Kunst- und Kulturvermittler, Hochschullehrer und Autor diverser Fachbeiträge vornehmlich zur Kunst der Fotografie und der Grafik. Bekannt wurde er in den 1990er Jahren durch fotografische Langzeitbeobachtungen zum Wandel in der ehemaligen DDR.

## Leben und Wirken
Klaus Dierßen studierte nach dem Abitur an der Pädagogischen Hochschule Niedersachsen, Abteilung Hildesheim in den Fächern Kunst (Franz Kumher, Hans-Werner Kalkmann), Technik und Biologie. Nach diesem Studium war er bis zum zweiten Staatsexamen als Fachlehrer für Kunst und Technik an der Robert Bosch Gesamtschule in Hildesheim tätig, wo er an der Entwicklung des dortigen Schwerpunkts „Ästhetische Erziehung“ mitwirkte.
Anschließend studierte er an der Hochschule für Bildende Künste Braunschweig höheres Lehramt an Gymnasien in Kunst- und Werkerziehung und darauf Freie Kunst mit Meisterschülerdiplom in den künstlerischen Schwerpunkten Druckgrafik und Fotografie bei Malte Sartorius.
Von 1976 bis 2018 lehrte er zunächst als Dozent für Kunst- und Kulturpädagogik sowie später als Professor für Bildende Kunst und Fotografie im Studiengang Kulturwissenschaften und ästhetische Praxis an der Wissenschaftlichen Hochschule Hildesheim (heute Stiftung Universität Hildesheim). Dort war er an der Entwicklung des Studiengangs Kulturpädagogik, später „Kulturwissenschaft und Ästhetische Praxis“ beteiligt. Die Denomination seiner Professur lautete „Bildende Kunst und Fotografie“. In den Jahren 2004–2005 war er Studiendekan des Fachbereichs 2 – Kulturwissenschaften und Ästhetische Kommunikation der Stiftung Universität Hildesheim.
- 2002–2004 Lehrauftrag "Fotografie als Kunst der Gegenwart in Theorie und Praxis" im Fach Kunst / Kunstpädagogik, Universität Osnabrück
- 2006–2010 Academy meets Photokina Köln, Hochschulen stellen fotografische Studienergebnisse aus (Zusammen mit Ditmar Schädel)
- 2007–2019 Mitglied der Jury zum Piepenbrock Kunstförderpreis für Studierende der Universität Osnabrück
- 2008–2011 Fotofestival HORIZONTE Zingst, Entwicklung und Betreuung des studentischen Ausstellungsprogramms "Young Professionals" (YP) von und mit Studierenden der Uni Hildesheim

## Mitgliedschaften
- Bundesverband Bildender Künstlerinnen und Künstler (BBK)[1] Niedersachsen, Gruppe Hildesheim
- Kunstverein Hildesheim[1] mit Beiratstätigkeit
- Künstlergruppe mit Galerie 'arche' Hameln[1]
- Deutsche Gesellschaft für Photographie (DGPh)[1] in Köln
- Vorsitzender Kunstverein Hildesheim (1998–2012)
- Vorstandsmitglied in der Sektion Bildung der DGPh (1999–2014)

## Publikationen (Auswahl)
- Siebdruck und Fotosiebdruck auf Papier und Stoff (Heinrich Birkner, Klaus Dierßen), Verlag Otto Maier Ravensburg, 1975
- Klaus Dierßen – Graphik (Kat.) (Texte Manfred Meinz, Helmut Kommer), Kulturgeschichtliches Museum Osnabrück 1985
- Klaus Dierßen – Graphik (Kat.) (Texte Dieter Lüttge, Helmut Gressieker), Kunstverein Hildesheim, 1985
- Danach und Danach (Klaus Dierßen und Ditmar Schädel), hg. vom Kunstverein Hildesheim, Bramsche 1993 (ausgezeichnet mit dem Kodak Fotobuchpreis 1994)
- ANGESEHEN – in Ostdeutschland (Klaus, Dierssen, Ditmar Schädel), Kunstverein Hildesheim (Hg.), Rasch Verlag, Bramsche, 1995
- Des Kanzlers kleine Helden (Anushka Roshani und Cordt Schnibben), Der Spiegel, Heft 46/1996
- LOCHWERK (Ditmar Schädel), Text von Klaus Dierssen, Duisburg, 1997
- Schwarz-Weiß? (Kunstverein Leverkusen, Bundesinnenministerium), Katalog zur Wanderausstellung zum Jahr der Senioren, Bonn, 1999
- ZEITform | FORMzeit (Klaus Dierßen, Text Dr. Jutta Felke), Druckgrafik und Fotografie (Kat.), Kunstverein Salzgitter, 2001
- KUNSTSITZ( Klaus Dierssen, Text Beatrix Nobis), Museum für Photographie Braunschweig (Hg.), Rasch Verlag Bramsche 2002
- Werkpassagen | Homepage (DEPOT), Hildesheim, 2009
- LICHT. RAUM.  MAGIE (Kat.) (Fotografie und Fotografik, Texte Michael Freitag, Dr. Bettina Uhlig), Lyonel-Feininger Galerie Quedlinburg Museum für grafische Künste, 2018

## Ausstellungen (Auswahl)
- 1985: Kulturgeschichtliches Museum Osnabrück
- 1986: Schwarz auf Weiss. Radierer zeigen Grafik, Kunstverein Hildesheim
- 1988: Kunstzentrum Koppelschleuse, Meppener Kunstkreis
- 1992: Kreismuseum-Museum für Alltagskultur Peine; Galerie für Fotografie, Rotenburg/W.
- 1993: Kreismuseum Aschersleben
- 1993: Kunstverein Hildesheim (Buch DANACH UND DANACH)
- 1994: Kreismuseum Senftenberg bei Dresden; Museum Ravensburg
- 1995: Roemer-Pelizaeus-Museum Hildesheim (Buch ANGESEHEN - in Ostdeutschland); Galerie ARCHE Hameln
- 1996: Städtische Galerie Nordhorn
- 1997: Cubus Kunsthalle Duisburg; Schleswig-Holstein-Haus Schwerin; Galerie der Gerhard-Mercator-Universität-Gesamthochschule Duisburg
- 2001: Kunstverein Salzgitter
- 2002: Museum für Photographie Braunschweig
- 2004: Kulturgeschichtliches Museum Osnabrück, Felix-Nussbaum-Haus
- 2009: Galerie im Stammelbachspeicher Hildesheim
- 2013: SHADE – photo works, Galerie 'arche' Hameln
- 2014: SHADE – Fotografische Bilder; BBK-Artothek Klinikum Hildesheim
- 2015: PHOTOworks – Kunst mit Fotografie, Weserrenaissance Schloss Bevern, Kunstkreis Holzminden
- 2015: LICHTUNGEN – Fotografische Bilder, Kunstverein Wunstorf
- 2017: LICHTUNGEN, Kunstkreis Kloster Brunshausen
- 2018: LICHT RAUM MAGIE, Fotografie | Fotografik, Lyonel-Feininger, Galerie Quedlinburg Museum für grafische Künste
- 2019: IN_VERSION, Fotografie | Fotografik, Galerie 'arche' Hameln; Galerie im Stammelbachspeicher Hildesheim